# Daventry vikomtja
Daventry vikomtja főnemesi cím az Egyesült Királyság főnemességében, a Grafton hercegek oldalága, a Southampton bárók oldalágának a címe. 1943. május 6-án hozták létre Muriel FitzRoy számára. Valójában a férje, Edward FitzRoy tiszteletére kapta a címet annak halála után, FitzRoy 1928-tól 1943-ban bekövetkezett haláláig a A brit képviselőház elnöke volt. Az első vikomtnő apai nagyapja Edward Douglas-Pennant, 1. Penrhyn bárója (1800–1886) volt, akinek felesége Grafton 5. hercegének a lánya volt. A második vikomt a Brit Királyi Haditengerészet kapitánya volt. Őt az unokaöccse, a harmadik vikomt követte, akinek apja felvette a Newdegate vezetéknevet is, apósának családneve után. Ekkor módosult a családi címer a ma is használt megjelenésére. Mivel a mindenkori vikomt férfiági leszármazottja Southampton bárója és Grafton hercegeének, ezért ezen címeket is örökölheti, ha az öröklési sorban az élre kerül.
A családi rezidencia a Warwickshire-i  Nuneaton közelében található Arbury Hall.

## Címer leírása
A címer negyedelt pajzs:
- 1. és 4. negyed: Vörös mezőben három, ezüst színű, letépett oroszlánmancs – ez a címer a Newdigate családhoz tartozik, akik 1677-ben kapták meg a bárói címet a Warwickshire-i Arburyban.
- a 2. és 3. negyed: a Grafton hercegek címere:
  - 1. és 4. negyed: Franciaország és Anglia negyedelt címere: Franciaország: kék mezőben három arany liliom, Anglia: vörös mezőben három arany, ágaskodó oroszlán (Plantagenêt-ház).
  - 2. negyed: Skócia: arany mezőben vörös oroszlán, dupla vörös virágos szegéllyel (Skócia címere).
  - 3. negyed: Írország: kék mezőben arany hárfa, ezüst húrokkal.

Az egész pajzson átlósan sinister  (a heraldikai balról–jobbra irány) egy ezüst és kék váltakozó színű ferde pólya helyezkedik el, jelezve a család törvénytelen származását.

## A Grafton herceg Southampton bárói és Daventry vikomti oldalágának családfája
- II. Károly angol király
  - ● Henry FitzRoy (1663–1690),  Euston 1. grófja (1672),  Grafton 1. hercege (1675) ∞ Isabella Bennet (1668–1723)[m 1],  Arlington 2. grófnője
    - Charles FitzRoy (1683-1757)  Grafton 2. hercege ∞ Henrietta Somerset (1690–1726)
      - George FitzRoy (1715–1747)[m 2], Euston grófja
      - Augustus FitzRoy (1716–1741)[m 3]
        - Augustus FitzRoy (1735–1811),  Grafton 3. hercege
        - Charles FitzRoy (1737–17979),  1. Southampton báró ∞ Anne ??? (1737–1807)
          - George FitzRoy (1761–1810),  2. Southampton báró ∞¹ Laura Keppel (1765–1798) ∞² Frances Isabella Seymour (1777–1838)
            - Charles Fitzroy (1804–1872),  3. Southampton báró
              - Charles Fitzroy (1867–1958),  4. Southampton báró ∞ Lady Hilda Dundas (1872–1957)
                - Charles Fitzroy (1904–1989),  5. Southampton báró
                  - Charles Fitzroy (1928–2015),  6. Southampton báró
                    - Charles Fitzroy (1954–1975)
                    - Edward Fitzroy (1955–),  7. Southampton báró
                      - (1)  Charles Edward Millett FitzRoy (1983–)

              - Edward FitzRoy (1869–1943) ∞ Muriel FitzRoy (1869–1962),  1. Daventry vikomtja
                - Robert Fitzroy (1893–1986),  2. Daventry vikomt ∞ Grace Zoë Guinness
                - John FitzRoy (1897–1976) ∞ Lucia Newdegate (1896–1982)
                  - Francis FitzRoy Newdegate (1921–2000),  3. Daventry vikomtja
                    - James Edward FitzRoy Newdegate (1960–),  4. Daventry vikomtja
                    - (1)  Humphrey John FitzRoy Newdegate (1995–)

              - Ismay FitzRoy (1863–1952) ∞ Charles FitzRoy (1858–1911)[m 4]
                - ...innen Grafton 10. hercege és utódai

          - Charles FitzRoy (1762–1831) ∞¹ Eliza Barlow (1780– ???) ∞  Amelia királyi hercegnő (1783–1810)[m 5]

## Fordítás
- Ez a szócikk részben vagy egészben  a   Viscount Daventry című angol Wikipédia-szócikk ezen változatának fordításán alapul.  Az eredeti cikk szerkesztőit annak laptörténete sorolja fel. Ez a jelzés csupán a megfogalmazás eredetét és a szerzői jogokat jelzi, nem szolgál a cikkben szereplő információk forrásmegjelöléseként.
- Ez a szócikk részben vagy egészben  a   Muriel FitzRoy, 1st Viscountess Daventry című angol Wikipédia-szócikk ezen változatának fordításán alapul.  Az eredeti cikk szerkesztőit annak laptörténete sorolja fel. Ez a jelzés csupán a megfogalmazás eredetét és a szerzői jogokat jelzi, nem szolgál a cikkben szereplő információk forrásmegjelöléseként.
- Ez a szócikk részben vagy egészben  a   Francis FitzRoy Newdegate, 3rd Viscount Daventry című angol Wikipédia-szócikk ezen változatának fordításán alapul.  Az eredeti cikk szerkesztőit annak laptörténete sorolja fel. Ez a jelzés csupán a megfogalmazás eredetét és a szerzői jogokat jelzi, nem szolgál a cikkben szereplő információk forrásmegjelöléseként.